# Cixidia okunii
Cixidia okunii är en insektsart som först beskrevs av Matsumura 1914.  Cixidia okunii ingår i släktet Cixidia och familjen vedstritar. Inga underarter finns listade i Catalogue of Life.